# 太田和泉守記
『太田和泉守記』（おおたいずみのかみき）は、太田牛一が記した軍記。
慶長5年（1600年）に上杉景勝を攻めた会津征伐から関ヶ原の戦いを中心に据え、慶長12年（1607年）に平岩親吉（初代尾張藩主徳川義直の守役）が清洲城に入るまでを記したもの。『関ヶ原軍記』『関原御合戦双紙』とも呼ばれ、名古屋市蓬左文庫や徳川美術館が同書を所蔵している。